# 袁州兵备道
袁州兵备道，《明史》无载，是明朝江西下设的一个整饬兵备道，驻吉安（今吉安市吉州区）。袁州兵备道并未专设，仅以其他官员兼任此职。

## 沿革
嘉靖四十年（1561年）十月，兵部尚书杨博有感于南赣地区宼贼横行，建请世宗以分巡湖西道加添兵备职衔。嘉靖四十一年（1562年），明世宗将江西屯田佥事加增兵备职衔，移驻袁州府。隆庆元年（1567年）十二月，江西巡抚任士凭奏请“改湖西分廵兼理袁州兵備，駐吉安，并轄湖廣參政、茶、攸、郴、桂、浏陽等”。万历三十年（1602年），神宗任命何继高为江西右参政兼佥事分巡湖西道，兼理袁州兵备。此时，何继高一人身兼藩司參政、臬司分巡、兵备三职，说明袁州兵備設置並非常態也非絕要。而在兼銜、整併下產生新的職銜“湖西道兵备”，在明末成為擔負抵禦張獻忠（1606-1647）勢力擴張的重要防線。

## 职能
袁州兵备道向江西巡抚负责，兼摄分巡湖西道，兼管湖广茶陵州、攸县、浏阳县、郴州、桂阳县等处，往来巡历。